# 요시다역
요시다역(일본어: 吉田駅)은 일본 니가타현 쓰바메시에 위치한 동일본 여객철도 야히코선의 철도역이다. 에치고선의 소속역이며, 야히코 선등 2개의 노선이 상호 운행중이다. 단선 · 섬식의 형태를 합친 3면 5선 구조의 복합 승강장을 갖춘 지상역이다.

## 타는 곳
| 1 | ■ 에치고선             | 하행 | 니가타 방면 ■ 신에쓰 본선 · ■ 하쿠신 선 직통 운행 있음 |
| 2 | ■ 에치고선             | 상행 | 데라도마리 · 이즈모자키 · 가시와자키 방면              |
| 3 | ■ 야히코선             | 하행 | 히가시산조 방면                                        |
| 4 | ■ 야히코선             | 상행 | 야히코 방면                                            |
| 5 | ■ 에치고선 ■ 야히코 선 |      | (대피선)                                               |

## 이용 현황
| 승차 인원 추이 | 승차 인원 추이 |
| 연도           | 1일 평균       |
| -------------- | -------------- |
| 1981           | 4,407          |
| 1991           | 5,747          |
| 2000           | 2,055          |
| 2001           | 1,906          |
| 2002           | 1,797          |
| 2003           | 1,768          |
| 2004           | 1,688          |
| 2005           | 1,721          |
| 2006           | 1,673          |
| 2007           | 1,703          |
| 2008           | 1,738          |
| 2009           | 1,713          |
| 2010           | 1,745          |
| 2011           | 1,722          |
| 2012           | 1,727          |
| 2013           | 1,692          |
| 2014           | 1,579          |
| 2015           | 1,580          |

## 역 주변
- 쓰바메 시 수도국
- 쓰바메 시 요시다 공민관
- 쓰바메 시 요시다 도서관
- 니가타 현립 요시다 병원
- 국도 116호선

## 인접 역
| 동일본 여객철도 에치고선     | 동일본 여객철도 에치고선 | 동일본 여객철도 에치고선   |
| ---------------------------- | ------------------------ | -------------------------- |
| 미나미요시다 가시와자키 방면 | ■                        | 기타요시다 니가타 방면     |
| 동일본 여객철도 야히코선     |                          |                            |
| 야하기 야히코 방면           | ■ 야히코선               | 니시쓰바메 히가시산조 방면 |